# Adam Haslmayr
Adam Haslmayr (Bolzano, 31 ottobre 1562 – Augusta (Germania), 16 gennaio 1630) è stato un filosofo austriaco italiano.
Chiamato anche Adam Haslmair, era inoltre attivo quale scrittore di lingua tedesca e musicista nonché da primo commentatore dei Manifesti esoterico-cabalistici della Rosacroce.

## Biografia

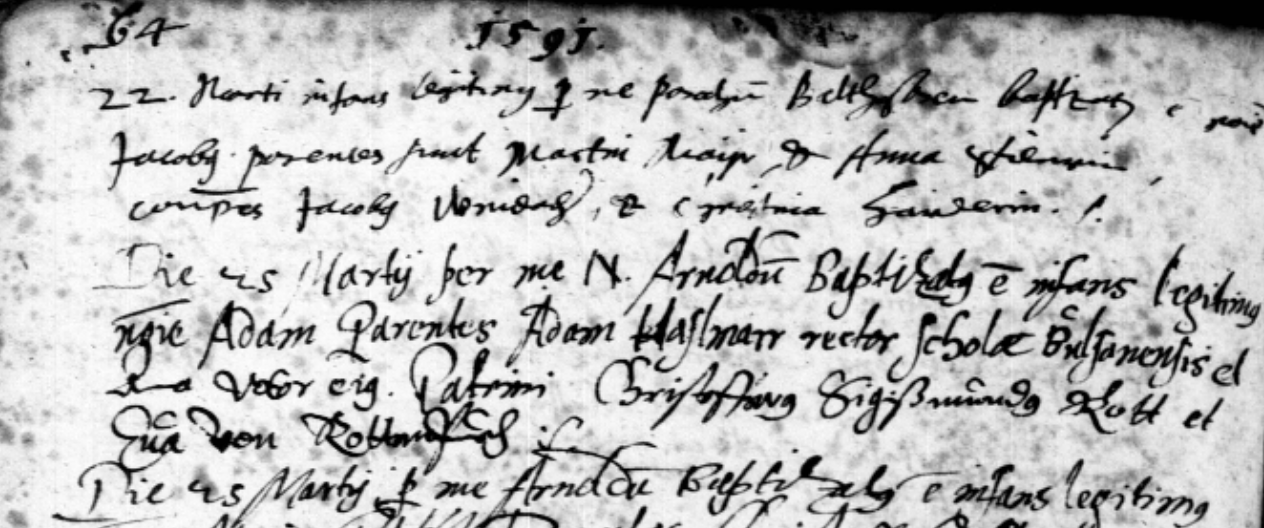
Battesimo dell'omonimo figlio di Haslmayr, qui chiamato rector scholæ Bulsanensis, e della sua moglie Anna, registrato il 25 marzo 1591 nel registro matricolare della chiesa parrocchiale di Bolzano

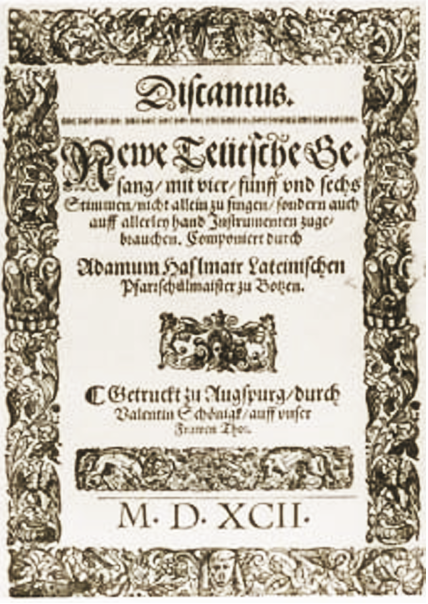
La Newe Teutsche Gesang di Haslmair chiamato sul frontispizio lateinischer Pfarrschulmaister zu Botzen, pubblicata ad Augusta nel 1592

Haslmayr nacque a Bolzano, nel Tirolo meridionale, e fu attivo come insegnante presso le scuole parrocchiali di San Paolo d'Appiano e, dal 1588, a Bolzano stessa. Nel 1592 pubblicò ad Augusta il Newe Teutsche Gesang, una raccolta a stampa di canti polifonici in tedesco. Nel 1612 affermò di aver visto un manoscritto della Fama Fraternitatis già nel 1610, anche se il testo fu pubblicato per la prima volta nel 1614. La sua dichiarazione, pubblicata nella sua "Risposta alla Lodevole Confraternita dei Teosofi di Rosenkreuz", fu inclusa nello stesso volume della Fama Fraternitatis, ma l'edizione originale è ancora conservata presso la Biblioteca Anna-Amalia, a Weimar. Haslmayr era un amico intimo di Karl Widemann, con cui aveva condiviso la casa, e di Benedictus Figulus, entrambi strettamente legati al primo movimento rosacrociano. Figulus aveva messo Haslmayr in contatto con Widemann, che a sua volta lo presentò al principe Augusto di Anhalt-Plötzkau, suo mecenate.
La risposta di Haslmayr fu pubblicata nel 1612 con l'aiuto finanziario di Augusto di Anhalt. Poco dopo, dopo essere stato denunziato, Haslmayr fu condannato da Massimiliano III d'Austria a lavorare alle galee della Repubblica di Genova, e fu liberato solo 4-5 anni più tardi. Si spense ad Augusta.